# Liste der Wolf-Preisträger in der Kunst
Der Wolf-Preis in der Kunst wird jedes Jahr abwechselnd in den Kategorien Malerei, Musik, Architektur und Bildhauerei vergeben.
| Jahr    | Kategorie              | Preisträger                                    | Begründung |
| ------- | ---------------------- | ---------------------------------------------- | --- |
| 1981    | Malerei                | Marc Chagall (FR)                              | „der größte, originellste und poetischste Visionär unter den Pionieren der modernen Kunst, dessen leuchtende Farben und menschliche Wärme sowohl eine tiefe persönliche Bedeutung als auch universelle Ausstrahlung haben“                                                                                            |
| 1981    | Malerei                | Antoni Tàpies (ES)                             | „einer der wichtigsten Schöpfer der abstrakten ‚informellen‘ Bewegung und ein Führer der ‚materiellen‘ Maler, dessen Werk ‚Materie‘ in einen rein geistigen Ausdruck transformiert“ |
| 1982    | Musik                  | Vladimir Horowitz (US)                         | „für seinen außergewöhnlichen Beitrag zur Kunst der musikalischen Interpretation und insbesondere seine Klaviervirtuosität“ |
| 1982    | Musik                  | Olivier Messiaen (FR)                          | „für seinen inspirierten und inspirierenden Ausbau unserer Klangwelt“ |
| 1982    | Musik                  | Josef Tal (IL)                                 | „für seine neuartige Annäherung an musikalische Struktur und Textur und die unerschöpfliche dramatische Spannung seiner Kreationen“ |
| 1983/84 | Architektur            | Ralph Erskine (SE)                             | „für seinen fundamentalen Beitrag zur Gegenwartsarchitektur, basierend auf seinem kreativen Geist, der menschliche Probleme in einer sehr originellen formellen Sprache löst“ |
| 1984/85 | Bildhauerei            | Eduardo Chillida (ES)                          | „Seine Skulpturen, die eine fruchtbare Fantasie und eine praktische Schönheit der Formen ausdrücken, kombinieren Tradition und Innovation in einer zeitgenössischen Gestalt.“ |
| 1986    | Malerei                | Jasper Johns (US)                              | „eine der führenden und einflussreichsten Persönlichkeiten der weltweiten Pop Art seit ihrem Beginn“ |
| 1987    | Musik                  | Isaac Stern (US)                               | „für seinen unvergänglichen humanistischen Beitrag zur Gesellschaft als ein Künstler und Pädagoge, der über die Grenzen musikalischer Performance hinausgeht“ |
| 1987    | Musik                  | Krzysztof Penderecki (PL)                      | „für seine Errungenschaften und Innovationen auf dem Gebiet der Komposition“ |
| 1988    | Architektur            | Fumihiko Maki (JP) und Giancarlo De Carlo (IT) | „für ihr Werk, das den Geist einer Architektur repräsentiert, die in die Zukunft blickt, ohne auf die Vergangenheit zu verzichten; sinntragende Formen und Umgebungen erzeugt, ohne menschlichen und sozialen Aspekten zu entsagen, und auf universale Fragen antwortet, ohne regionale Attribute zu vernachlässigen“ |
| 1989    | Bildhauerei            | Claes Oldenburg (US)                           | „der über drei Jahrzehnte prosaische Objekte mit historischen und mythischen Anspielungen belegte, die trotz der Einfachheit ihres Themas Aussagen über Verwandlung sind und den Betrachter einladen, über Lebensprozesse nachzudenken“                                                                               |
| 1990    | Malerei                | Anselm Kiefer (DE)                             | „für seine epischen und physisch bezwingenden Gemälde, in denen er ein Kontinuum erzeugt, das heutiges Leben mit Geschichte und Mythologie verbindet“ |
| 1991    | Musik                  | Yehudi Menuhin (GB)                            | „einer der größten Violinisten des 20. Jahrhunderts, dessen unvergessliche Interpretationen und humanitäre Aktivitäten wesentlich dazu beitrugen, durch musikalische Bildung Völker zusammenzubringen“ |
| 1991    | Musik                  | Luciano Berio (IT)                             | „einer der großartigsten Komponisten unserer Generation, er wird außerdem weltweit als Interpret, Dirigent, Dozent und Schriftsteller, dessen neue Ideen in einem Zeitalter der Abwertung menschlicher Werte helfen, Völker, Kulturen und Generationen enger zusammenzubringen, anerkannt und bewundert“              |
| 1992    | Architektur            | Frank Gehry (CA)                               | „Architektur wie Kunst und Bildhauerei erschaffend, verkörpert er den Kampf für die Freiheit, die Dogma, Prinzip und Methode zerstört“ |
| 1992    | Architektur            | Jørn Utzon (DK)                                | „Seine Architektur, verwurzelt in gründlicher Lektüre menschlicher Kulturen, hat rituellen Prozessen und Versammlungen in Formen sehnsüchtiger Erscheinung eine Gestalt gegeben.“ |
| 1992    | Architektur            | Denys Lasdun (GB)                              | „Mit Architektur als soziale Kunst verstärkt er die Beziehungen zwischen Menschen durch primäre architektonische Mittel eines weit transzendenten Stils.“ |
| 1993    | Bildhauerei            | Bruce Nauman (US)                              | „für großartige Arbeit als Bildhauer und seinen außerordentlichen Beitrag zur Kunst des 20. Jahrhunderts“ |
| 1994/95 | Malerei                | Gerhard Richter (DE)                           | „für seine enorme künstlerische Aktivität, welche die zeitgenössische Kunstszene der vergangenen drei Jahrzehnte beeinflusst hat“ |
| 1995/96 | Musik                  | Zubin Mehta (IN)                               | „der als einer der weltweit führenden Dirigenten unserer Zeit angesehen wird. Seine humanitären Beiträge, um Menschen durch die universelle Sprache der Musik zusammenzubringen, und seine konstante Ermutigung junger Künstler sind unvergesslich.“                                                                  |
| 1995/96 | Musik                  | György Ligeti (RO)                             | „einer der außergewöhnlichsten Komponisten der zweiten Hälfte des 20. Jahrhunderts, obgleich auf musikalische Tradition aufbauend, hat er neue Wege origineller und innovativer Art hervorgebracht, und Modelle erzeugt, um junge Generationen von Komponisten anzuregen“                                             |
| 1996/97 | Architektur            | Frei Otto (DE) und Aldo van Eyck (NL)          | „für ihre grundlegenden strukturellen Beiträge zur Förderung der zeitgenössischen Architektur als soziale und technische Kunstform in der Entwicklung des 20. Jahrhunderts“ |
| 1998    | Bildhauerei            | James Turrell (US)                             | „Seine äußerst individualistischen Bilder sind eine spirituelle Synthese von Form und Licht in einem scheinbar endlosen Raum.“ |
| 1999    | Malerei                | Sigmar Polke (DE)                              | (Polke verweigerte jedoch jeden Kontakt mit der Stiftung und erschien auch nicht zur geplanten feierlichen Verleihung in Jerusalem) |
| 2000    | Musik                  | Pierre Boulez (FR)                             | „eine der kreativsten lebenden Persönlichkeiten im Reich der Musik“ |
| 2000    | Musik                  | Riccardo Muti (IT)                             | „einer der hervorragendsten Dirigenten unserer Zeit“ |
| 2001    | Architektur            | Álvaro Siza Vieira (PT)                        | „für die kritische Relevanz seiner Architektur, die typischerweise auf die fortwährende Transformation von Landschaft als auch von Stadtstruktur eingeht“ |
| 2002/03 | Malerei u. Bildhauerei | Louise Bourgeois (FR)                          | „für ein Gesamtwerk, das für sechs Jahrzehnte und eine bemerkenswerte Reihe an Medien umspannend, seine ästhetische und formale Innovation, geistige Vielschichtigkeit und zeitgenössische Relevanz erhalten hat.“ |
| 2004    | Musik                  | Mstislaw Rostropowitsch (RU)                   | „ein Cellist, Dirigent, Pianist und außergewöhnlicher Mensch, der eine Karriere von monumentalen Ausmaßen hervorbrachte;“ |
| 2004    | Musik                  | Daniel Barenboim (AR)                          | „eine Person mit tiefem musischen und humanitären Engagement, die sich als einer der großen Musiker unserer Zeit ausgezeichnet hat.“ |
| 2005    | Architektur            | Jean Nouvel (FR)                               | „für das Bereitstellen einer neuen Form von Kontextualismus und das Umdefinieren der Dialektik zwischen den zwei hervorstechenden Merkmalen der zeitgenössischen Architektur: Gegenständlichkeit und Kurzlebigkeit“                                                                                                   |
| 2006/07 | Malerei u. Bildhauerei | Michelangelo Pistoletto (IT)                   | „für seinen stets erfinderischen Weg als Künstler, Erzieher und Aktivist, dessen rastloser Geist vorherwissend Formen der Kunst schuf, die zu einem neuen Verständnis der Welt beitragen“ |
| 2008    | Musik                  | Gija Kantscheli (GE)                           | „einer der weltgrößten zeitgenössischen Komponisten, dessen einzigartige Musik von unvergesslicher Schönheit erfüllt ist“ |
| 2008    | Musik                  | Claudio Abbado (IT)                            | „einer der überragenden Dirigenten der Welt. Ein außergewöhnlicher Mensch, dessen Musikschaffen mit Leidenschaft, Geist und Liebe durchdrungen ist.“ |
| 2010    | Architektur            | David Chipperfield (GB)                        | „für die Beaufsichtigung der Rekonstruktion von Berlins Neuem Museum in ein neues Gebäude. Es war seit dem Zweiten Weltkrieg sich selbst überlassen worden.“ |
| 2010    | Architektur            | Peter Eisenman (US)                            | „für das Design des Holocaust Mahnmal in Berlin.“ |
| 2011    | Malerei u. Bildhauerei | Rosemarie Trockel (DE)                         | „für ihre multidimensionale Kunstgestaltung.“ |
| 2012    | Musik                  | Plácido Domingo (ES)                           | „dafür, dass er einer der größten Tenöre aller Zeiten ist.“ |
| 2012    | Musik                  | Simon Rattle (GB)                              | „dafür, dass er einer der international führenden Dirigenten unserer Zeit ist.“ |
| 2013    | Architektur            | Eduardo Souto de Moura (P)                     | „für seine Förderung der Kraft und der Ideen der Architektur.“ |
| 2014    | Bildhauerei            | Ólafur Elíasson (DK)                           | „für die Verbindung von Wissenschaft und Kunst, die Augenblicke individueller und kollektiver Offenbarung auslöst“ |
| 2015    | Musik                  | Jessye Norman (US)                             | gilt als eine der bedeutendsten Opern- und Liedsängerinnen der Gegenwart. |
| 2015    | Musik                  | Murray Perahia (US) / (ISR)                    | als bedeutender Pianist und für seine Bach-Interpretationen. |
| 2016    | Architektur            | Phyllis Lambert (CAN)                          | für ihre tatkräftige Beteiligung bei der Realisierung von zukunftsträchtigen, innovativen Gebäuden, beispielhaften Stadtsanierungsprojekten und führenden architekturbezogenen Forschungsinstituten. |
| 2017    | Malerei u. Bildhauerei | Laurie Anderson (US)                           | dafür, dass sie im Herzen ihrer Arbeit "radikale Avantgarde-Künstler" sind und eine Inspiration für zukünftige Künstler. |
| 2017    | Malerei u. Bildhauerei | Lawrence Weiner (US)                           | dafür, dass sie im Herzen ihrer Arbeit "radikale Avantgarde-Künstler" sind und eine Inspiration für zukünftige Künstler. |
| 2018    | Musik                  | Paul McCartney (GB)                            | dafür, dass er einer der größten Songwriter aller Zeiten ist. |
| 2018    | Musik                  | Ádám Fischer (HUN)                             | für seine Arbeit als Dirigent der Wiener Staatsoper, der Düsseldorfer Symphoniker, des Dänischen Nationalkammerorchesters, des Österreichisch-Ungarischen Haydnorchesters und vieler anderer, sowie für seinen politischen Aktivismus.                                                                                |
| 2019    | Architektur            | Mosche Safdie (ISR)                            | für Werke von großer Originalität und Kunstfertigkeit, die er im Bereich Architektur und Städtebau hervorgebracht hat. |
| 2020    | Malerei                | Cindy Sherman (USA)                            | für die Neudefinition des Kunstbegriffs mit einer Kamera. |
| 2021    | Musik                  | Stevie Wonder (USA)                            | für seine bemerkenswerten musikalischen und philanthropischen Beiträge, die das Leben von Generationen von Musikliebhabern bereichern. |
| 2021    | Musik                  | Olga Neuwirth (AUT)                            | für ihre hervorragende Meisterschaft, Kunstfertigkeit und Kommunikationsfähigkeit als Komponistin von heute. |
| 2022    | Architektur            | Elizabeth Diller (USA)                         | für ihre außergewöhnliche und einflussreiche Arbeit, die die Architektur verbindet mit künstlerische Praxis, die sich im öffentlichen Raum engagiert. |
| 2022    | Architektur            | Momoyo Kaijima (JAP) Yoshiharu Tsukamoto (JAP) | für ihre Arbeit, die die Bedeutung ihrer ethnografischen und bewohnten Merkmale für die Architektur in ihren Schriften und ihrer Praxis hervorhebt. |
| 2023    | Arts                   | Fujiko Nakaya (JAP) Richard Long (GB)          | für die Möglichkeiten der Neudefinierung für das Kunstschaffen und für die Veränderung der Parameter der bildenden Kunst. |
| 2024    | Musik                  | György Kurtág (RO / HUN)                       | für seinen Beitrag zum kulturellen Erbe der Welt, der zutiefst inspirierend und menschlich ist. |
| 2025    | Architektur            | Xu Tiantian (CN)                               | für ihre Architektur, die Dörfer in ganz China wirtschaftlich, sozial und kulturell verändert hat. Die Pakistanerin Yasmeen Lari nahm den Preis mit Verweis auf den Völkermord in Gaza nicht an. |